# 武藤幾満太
武藤 幾満太（むとう いくまた、1899年6月22日 - 1992年8月）は、秋田県の高等教育（特に女子の教育）に尽力した教育者。その教え子には後の秋田の主だった教育関係者が多数いる。

## 略歴
- 1899年（明治32年）6月22日 東京生まれ
- 1927年（昭和2年）3月 東京帝国大学文学部社会学科卒業
- 1930年（昭和5年）3月 東京帝国大学法学部政治学科卒業
- 1931年（昭和6年）3月 茨城県女子師範学校
- 1936年（昭和11年）3月 秋田県女子師範学校附属小学校主事
- 1939年（昭和14年）4月 秋田県視学
- 1940年（昭和15年）11月 秋田県立湯沢高等女学校長（現在の秋田県立湯沢北高等学校）
- 1942年（昭和17年）12月 秋田県立能代高等女学校長（現在の秋田県立能代北高等学校）
- 1944年（昭和19年）5月 地方視学官
- 1946年（昭和21年）4月 秋田県学務課長
- 1946年（昭和21年）10月 秋田県立秋田高等女学校長（現在の秋田県立秋田北高等学校）
- 1948年（昭和23年）4月 秋田県立秋田北高等学校長
- 1952年（昭和27年）4月 秋田市教育課長
- 1952年（昭和27年）11月 秋田市教育委員会教育長（初代）
- 1960年（昭和35年）11月 秋田県教育研究所
- 1964年（昭和39年）4月 秋田経済大学講師
- 1971年（昭和46年）4月 勲四等に叙し瑞宝章を下賜さる
- 1992年（平成4年）8月 没

## エピソード
- もともと東京生まれの武藤幾満太が秋田に住まいを移すきっかけとなったのは、教育行政官としての転勤であるが、異動の赴任先を九州か秋田か選択する段に際し、妻（武藤なほ）が「九州は台風が怖いので秋田がいい」という意見を取り入れたものである。
- 秋田赴任後に戦争を迎えるが、極度の近視で戦役に就くことはなかった。戦後、アメリカ軍が秋田に駐留する際、英語ができることで通訳の任に就いた。任につくにあたりアメリカ軍将校に「私は英国の英語を学んだので米国の英語はあまり好きではない」という内容の自己紹介をして、回りの関係者の度肝を抜いた。当のアメリカ軍将校は、苦笑いをするにとどまり、難を受けることはなかった。
- 1971年（昭和46年）に瑞宝章を賜ったが、その授与式直前に心臓病を患い出席を断念。娘が代理出席した。
- 晩年は心臓病から脳梗塞を発症し入院。数年入院生活を続けていたが、1992年（平成4年）8月に入院先の病院で死去した。